# Ipomoea hochstetteri
Ipomoea hochstetteri är en vindeväxtart som beskrevs av Homer Doliver House. Ipomoea hochstetteri ingår i släktet praktvindor, och familjen vindeväxter. Inga underarter finns listade i Catalogue of Life.